# Self-Portrait
Self-Portrait es el miniálbum debut del cantante surcoreano Suho. Fue lanzado el 30 de marzo de 2020 por SM Entertainment. La edición física fue lanzada en dos versiones, Archive #1 y Archive #2, mientras que la versión digital comparte la portada de este último, un collage de cuatro pinturas impresionistas del rostro de Suho. El EP incluye seis canciones, incluido el sencillo principal, «Let's Love».

## Antecedentes y lanzamiento
El 18 de febrero de 2020, SM Entertainment anunció que Suho se estaba preparando para su debut como solista. El 27 de febrero, se informó que el cantante había terminado de grabar el disco. La fecha de lanzamiento del álbum se anunció más tarde para coincidir con el lanzamiento de las primeras imágenes promocionales del disco.
El álbum y el vídeo musical del sencillo principal se lanzaron el 30 de marzo de 2020 a las 6p.m. (KST) en forma física y digital.

## Composición
Self-Portrait incluye seis canciones de géneros pop y rock. El sencillo principal, «Let's Love», se describe como una canción de rock moderno. La letra contiene mensajes sobre cómo reunir el valor para confesar su amor, incluso si se siente incómodo o indigno. «O2» es una canción pop acústica inusual. La letra cuenta una historia sobre dos personas que se ven afectadas por un corazón vacío convirtiéndose en oxígeno el uno para el otro cuando se enamoran. «Made in You» es una canción pop de tempo medio con ritmo de batería y melodía de piano. Esta canción está dedicada a los fanes de Suho y la letra cuenta una historia sobre cómo se siente con sus fanáticos. «Starry Night» se describe como una balada de rock que es una secuela de la primera canción en solitario de Suho, «Curtain» (2017). La letra de esta canción expresa el dolor experimentado al separarse de sus seres queridos. «Self-Portrait» es una canción de rock moderno y sentimental con sintetizadores y cuerdas retro. La última canción del disco, «For You Now» es una canción pop acústica con una melodía de piano. Esta canción presenta letras que contienen sinceras expresiones de gratitud y consuelo de una persona a otra. Suho interpretó esta canción a dúo con la cantante Younha.
Suho participó en la escritura y conceptualización de cada canción, y cada pista representa una parte interconectada de la historia del álbum.

## Éxito comercial
Self-Portrait se ubicó en el primer puesto de Gaon Album Chart y ha vendido más de 281 445 copias en Corea del Sur. El disco también alcanzó la decimotercera posición en la lista de álbumes mundiales de Billboard. Además, Self-Portrait también dominó las listas de música de iTunes en 50 países. El álbum obtuvo una certificación de Platino después de lograr un total de 55 000 copias vendidas en la plataforma musical más popular de China, QQ Music.

## Lista de canciones
| Self-Portrait |                                       |                                                           |                                                     |          |  |
| N.º           | Título                                | Letras                                                    | Música                                              | Duración |  |
| 1.            | «O2»                                  | DJ HotBoyzZz (Cliff Lin, Ryan Colt Levy, Bryan Cho), SH2O | DJ HotBoyzZz (Cliff Lin, Ryan Colt Levy, Bryan Cho) | 3:48     |  |
| 2.            | «Let's Love» (사랑, 하자)             | Noday, Aisle, Park Moon-chi, SH2O                         | Noday, Aisle, Park Moon-chi                         | 3:49     |  |
| 3.            | «Made in You»                         | minGtion, Junny, SH2O                                     | Geun-tae, minGtion, Junny                           | 3:30     |  |
| 4.            | «Starry Night» (암막 커튼)            | Jo Yoon-kyung, SH2O                                       | Kyo                                                 | 4:38     |  |
| 5.            | «Self-Portrait» (자화상)              | B-Rock (Clef), J-Lin (Clef), Albn (Clef), Clef Crew, SH2O | B-Rock (Clef), J-Lin (Clef), Albn (Clef), Clef Crew | 3:50     |  |
| 6.            | «For You Now» (너의 차례; ft. Younha) | Bang Hye-hyun (Jam Factory), Junny, SH2O                  | Krysta Youngs, David Nathan, Alessia Iorio          | 3:43     |  |
| 23:18         |                                       |                                                           |                                                     |          |  |

## Posicionamiento en listas
| Lista (2020)                                  | Mejor posición |
| --------------------------------------------- | -------------- |
| Corea del Sur (Gaon)                          | 1              |
| Japón (Billboard Japan Hot Albums)            | 22             |
| Japón (Oricon Albums Chart)                   | 16             |
| Estados Unidos (Billboard World Albums Chart) | 13             |

| Lista (2020)         | Mejor posición |
| -------------------- | -------------- |
| Corea del Sur (Gaon) | 3              |

## Ventas
| Región         | Certificación | Ventas  |
| -------------- | ------------- | ------- |
| China          | Platino       | 108 453 |
| Japón          | —             | 1 394   |
| Corea del Sur  | Platino       | 289 738 |
| Estados Unidos | —             | 1 000   |

## Historial de lanzamiento
| País          | Fecha               | Formato(s)                      | Distribuidora             |
| ------------- | ------------------- | ------------------------------- | ------------------------- |
| Corea del Sur | 30 de marzo de 2020 | CD, descarga digital, streaming | SM Entertainment, Dreamus |
| Varios        | 30 de marzo de 2020 | Descarga digital, streaming     | SM Entertainment          |